# 아카마이 테크놀로지스
아카마이 테크놀로지스(Akamai Technologies, 흔히 아카마이로 약칭된다)는 분산 컴퓨팅 및 클라우드 컴퓨팅을 전문으로 하는 미국의 기업이다. 기업을 상대로 웹 서버의 분산형 리버스 프락시 서버를 구축하여 웹 캐싱 서비스를 기반으로 제공하였고 이를 기반으로 웹 가속 및 보안 서비스와 웹 기반 스트리밍 서비스를 기반 인터넷에서 클라우드 기반 서비스로 제공함으로써 고객사 서버의 부담을 줄이는 B2B 솔루션이 메인 서비스이다.

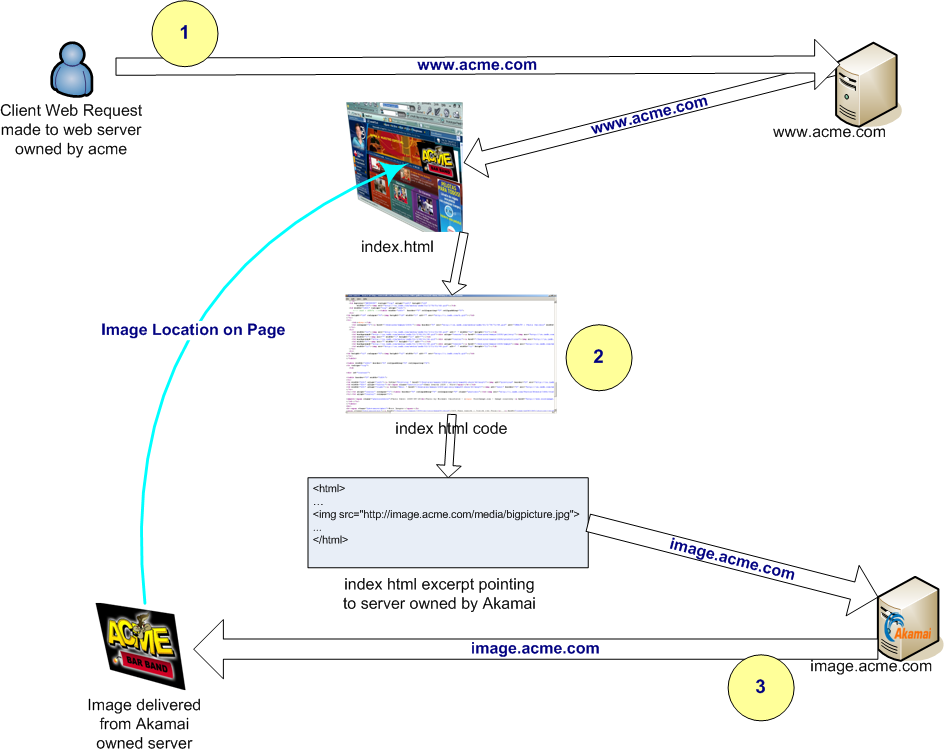
아카마이 테크놀로지스의 분산 컴퓨팅의 모델

## 개요
사명인 '아카마이'는 하와이어로 '똑똑하다'는 뜻의 단어이나, 이 회사 자체는 하와이와 관계가 없다. 창업자인 톰 레이턴(en)과 대니얼 레윈(en)은 MIT 출신으로, 이들이 창업할 당시 교내에는 하와이어가 유행하고 있어 유행에 편승하여 이름을 지은 것이다.
아카마이 테크놀로지스의 서버 망의 강점은 130개국에 분산 설치되어 있는 23만 대 이상의 서버이다. 고객사측 서버의 내용물은 그대로 아카마이측 서버에 캐시로 복사되어 각지로부터의 접속에 대해 원 서버(고객사 서버) 대신 접속자의 지역에 가까운 아카마이의 서버로부터 보내주도록 하고 있다. 이로 인해 전 세계 인터넷 트래픽의 평균 20% 정도가 아카마이의 서버 망을 통해 처리되고 있다.
많은 대기업이 이러한 아카마이의 캐시 서버를 이용하고 있는데, 뉴욕 타임스나 로이터를 위시한 거대 대중 매체, 마이크로소프트, 애플, 어도비, 로지텍, 페이스북 등의 거대 IT 기업 등이 유명한 고객사이다.
창업자 중의 한 사람인 대니얼 레윈은 9·11 테러 당시 아메리칸 항공 11편에 탑승했다가 31세의 나이로 사망했다.